# Belanda Bor jezik
Belanda Bor jezik (ISO 639-3: bxb; de bor), nilotski jezik iz skupine luo, nilsko-saharska porodica, kojim govori oko 8 000 ljudi (1983 SIL) u južnosudanskoj regiji Bahr el Ghazal (بحر الغزال‎) u selima Raffili, Tirga, Bazia, Ayo, Gitten i Taban, i u selima Komai, Nagero, Bangazegino i Tambura u državi Zapadna Equatoria (Gharb al Istiwa'iyah).
Jedini je predstavnik sjevernoluoske podskupine bor. Većina ih govori i jezikom belanda viri [bvi].

## Vanjske poveznice
- Ethnologue (14th)
- Ethnologue (15th)